# Schlichemtal östlich von Rotenzimmern
Das Schlichemtal östlich von Rotenzimmern ist ein vom Landratsamt Rottweil am 21. Februar 1994 durch Verordnung ausgewiesenes Landschaftsschutzgebiet auf dem Gebiet der Gemeinde Dietingen.

## Lage
Das Landschaftsschutzgebiet liegt östlich des Dietinger Ortsteils Rotenzimmern bis zur Kreisgrenze bei Rosenfeld im Tal der Schlichem. Das Schutzgebiet gehört zum Naturraum Südwestliches Albvorland.
Geologisch stehen hier die Formationen des mittleren Keupers an, insbesondere die Bunten Mergel und der Gipskeuper, welcher jedoch überwiegend von Auelehm überdeckt ist.

## Schutzzweck
Schutzzweck ist laut Schutzgebietsverordnung „die Erhaltung des reizvollen, reichhaltig gegliederten Schlichemtales mit stark mäandrierendem, naturnah bewachsenem Bach mit teilweise noch offener Aue, mit Halbtrockenrasen, Hecken und extensiv genutztem Grünland. Der Schutz dient ferner der Sicherung wertvoller Biotope für seltene, zum Teil vom Aussterben bedrohte Tier- und Pflanzenarten.“

## Landschaftscharakter
Die Schlichem mäandriert östlich von Rotenzimmern durch ein Wiesental, das an beiden Talflanken von Fichtenforsten eingerahmt wird. Der Bachlauf wird von einem schmalen Galerieauwald begleitet.

## Zusammenhängende Schutzgebiete
Das Landschaftsschutzgebiet überschneidet sich zum Teil mit dem FFH-Gebiet Neckartal zwischen Rottweil und Sulz.